# Серрано, Жюльен
Жюльен Серрано (фр. Julien Serrano; 13 февраля 1998 года, Бэ-Мао, Экс-ан-Прованс, Франция) — французский футболист, защитник клуба «Монако».

## Клубная карьера
Серрано — воспитанник клуба «Монако». С 2017 году для получения игровой практики Жюльен начал выступать за дублирующий состав клуба. 21 апреля 2018 года в матче против «Генгама» он дебютировал в Лиге 1, за основной состав.